# Brogdale
Brogdale est un hameau du Kent. Situé à côté de l'autoroute M2 à 2 miles (3,2 km) au sud de Faversham. Il est l'un des nombreux hameaux qui composent le civil parish de Ospringe dans le district de Swale.
Le 10 août 2003, la température a atteint 38,5 degrés Celsius, un des plus élevés jamais enregistrés au Royaume-Uni.